# Hôtel de ville de Hradec Králové
L'hôtel de ville de Hradec Králové est un bâtiment de style baroque tardif. Comportant deux tours sur sa façade, il constitue un élément majeur de la Grande Place de la ville.

## Histoire
La première mention écrite de la mairie date de 1418, mais la mairie se trouvait apparemment à cet endroit plus tôt. En 1588 le quartier acquit un aspect Renaissance et une prison y fut également établie. En 1742, le projet du constructeur František Kremen fut préparé pour la reconstruction de l'hôtel de ville, mais il ne fut jamais réalisé. En 1744, le bâtiment fut également pillé par les soldats suédois.

### Reconstruction baroque
Dans les années 1786-1789, le bâtiment a subi une reconstruction complète dans le style baroque, dans le cadre de laquelle deux tours ont été ajoutées, et le bâtiment a acquis pour l'essentiel son caractère actuel. En 1790, les tours furent couvertes de clochers à bulbes et décorées d'étoiles dorées.

### Reconstruction classiciste
En 1851-1852, le bâtiment subit une importante reconstruction classique. Après l'achèvement de la reconstruction, les bureaux du tribunal régional, le bureau du gouverneur du district et le bureau des représentants du district ont été installés dans le bâtiment.

### XXe siècle
En 1912-1913, la mairie fut encore réparée. En 1918, l'aigle à deux têtes austro-hongrois a été retiré de la façade, puis un lion à deux queues y a été placé. Dans les années 1940, le bâtiment abritait la préfecture de police, la préfecture criminelle et le commissariat de gendarmerie. Depuis 1964, le bâtiment est un monument culturel protégé. Le bâtiment héberge principalement des bureaux, mais il abrite également les locaux représentatifs du maire de la ville.

## Architecture
Le vaste bâtiment à quatre ailes est situé dans un bloc urbain qui comprend également, entre autres, la Tour Blanche, la chapelle Saint-Clément ou la maison de Hanuš. Des vestiges de caves gothiques et Renaissance sont conservés au sous-sol, la disposition du bâtiment est baroque, la façade est classiciste.